# Associação Atlética Colúmbia
Associação Atlética Colúmbia é uma agremiação esportiva de Duque de Caxias, estado do Rio de Janeiro, fundada a 16 de abril de 1979.

## História

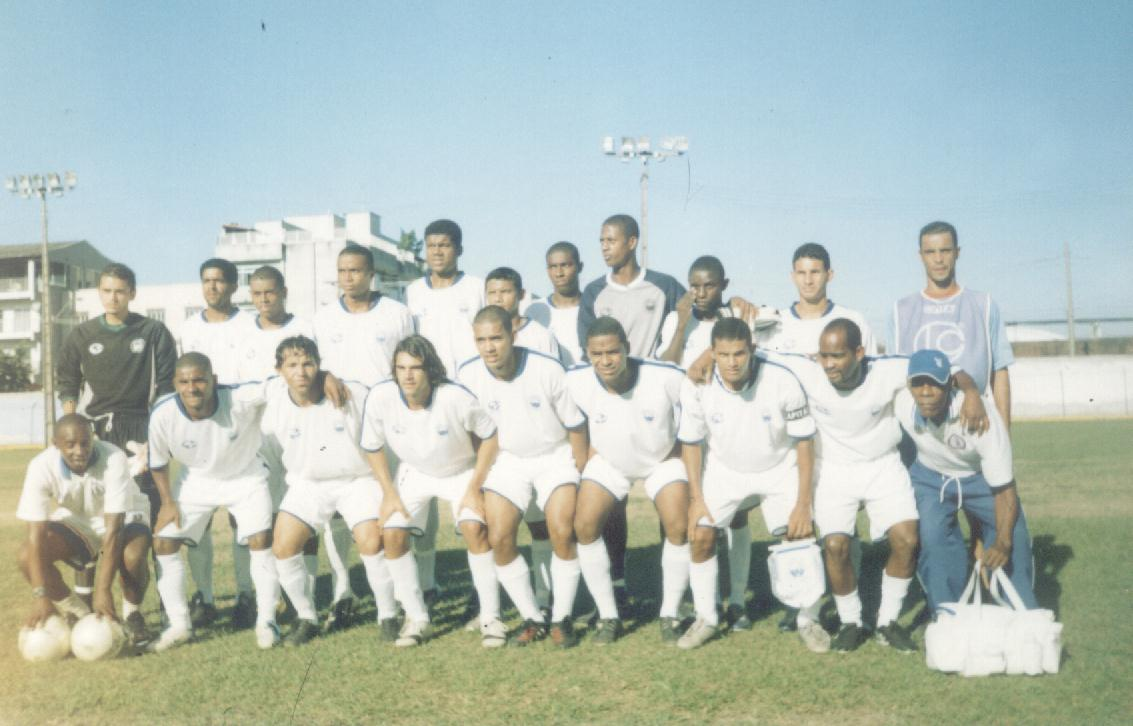
Equipe profissional do Colúmbia em 2005

Estreia em 1991 para a disputa da Terceira Divisão de Profissionais do estado do Rio de Janeiro. Fica em último lugar entre os dez competidores.
Em 1992, a campanha melhora um pouco. A agremiação é penúltima do campeonato, ficando à frente do Nilópolis Futebol Clube.
Em 1993, fica na oitava posição geral entre doze times. Em 1994, a agremiação se licencia das competições profissionais, voltando em 1995, quando termina em último na sua chave, tendo inclusive faltado a um jogo contra o Pavunense Futebol Clube, no qual perdeu por WxO. No ano seguinte, se licencia do campeonato.
Em 1997, na Terceira Divisão. Acaba em nono em um campeonato de onze agremiações.
Em 1998, fica suspenso pela FFERJ de disputar qualquer competição profissional devido à falta de condições estruturais.
Em 1999, retorna sempre na Terceira Divisão fazendo a melhor campanha de sua história, ao ficar em terceiro em seu grupo, se classificando pela primeira vez para uma fase seguinte. Nesta, acaba em terceiro em sua chave e é eliminado da final.
Em 2000, termina em sexto em um campeonato composto por sete agremiações. Advém um novo período de licenciamento das competições profissionais que perdura até 2005, quando retorna às disputas da Terceira Divisão. Na primeira fase fica em sexto lugar na sua chave, à frente apenas do Futuro Bem Próximo Atlético Clube, e é eliminado. Nesse campeonato a agremiação perdeu doze pontos por jogar com um atleta em condição irregular.
Em 2006, se licencia novamente das competições, quando é suspensa pela FFERJ por conta da utilização de um atleta em condição irregular.
Desde então, a agremiação se encontra fora das disputas de âmbito profissional promovidas pela FFERJ. Havia planos de um retorno em 2011, mas por conta de discordâncias entre seus dirigentes o projeto não foi adiante. Seu presidente é Paulo Roberto do Nascimento, conhecido popularmente por Paulo Muralha.
No final de 2012, por causa da longa inatividade foi desfiliada dos quadros da FFERJ.

## Estatísticas

### Participações
| Competição          | Temporadas | Melhor campanha     | Estreia | Última | P | R |
| ------------------- | ---------- | ------------------- | ------- | ------ | - | - |
| Série B2 do Carioca | 8          | 3º colocado (1999 ) | 1991    | 2005   | – | – |